# جمهوری خودمختار شوروی سوسیالیستی ترکستان
جمهوری خودمختار سوسیالیستی ترکستان شوروی یا ترکستان شوروی یا جمهوری فدراتیو ترکستان شوروی (به لاتین: Turkestan Autonomous Soviet Socialist Republic)، (به روسی: Туркестанская Автономная Социалистическая Советская Республик)، یک کشور سابق در اتحاد جماهیر شوروی سوسیالیستی از ۳۰ آوریل ۱۹۱۸ تا ۲۷ اکتبر ۱۹۲۴ بود. جمعیت این کشور بیش از ۵ میلیون نفر و پایتخت آن شهر تاشکند، که حزب کمونیست ترکستان بر آن حاکم بود و اداره کشور را در دست داشت.
این جمهوری به همراه جمهوری سوسیالیستی خودمختار باشکیریه، نخستین جمهوری خودمختار در خاک جمهوری فدراتیو سوسیالیستی روسیه شوروی را تشکیل دادند.